# Duca di Magenta
Duca di Magenta è un titolo della nobiltà francese, concesso per la prima volta nel 1859 da Napoleone III di Francia al generale Patrice de Mac-Mahon.

## Storia
Il titolo venne assegnato all'allora generale Mac-Mahon (divenuto in seguito Maresciallo di Francia e poi presidente della Repubblica Francese), a seguito della strabiliante vittoria nella Battaglia di Magenta, nel corso della Seconda guerra d'indipendenza italiana, dove aveva guidato il corpo d'armata francese alla vittoria contro gli austriaci del generale Ferencz Gyulai ed aveva permesso la conquista della Lombardia da parte dell'esercito franco-piemontese, dando inizio al processo di unificazione dell'Italia.
Il titolo di duca di Magenta, venne assegnato a Mac-Mahon il giorno successivo allo scontro, direttamente sul campo di battaglia dove le truppe francesi si trovavano ancora accampate, per mano diretta dell'imperatore Napoleone III che lo stimava particolarmente.

## Duchi di Magenta (1859)

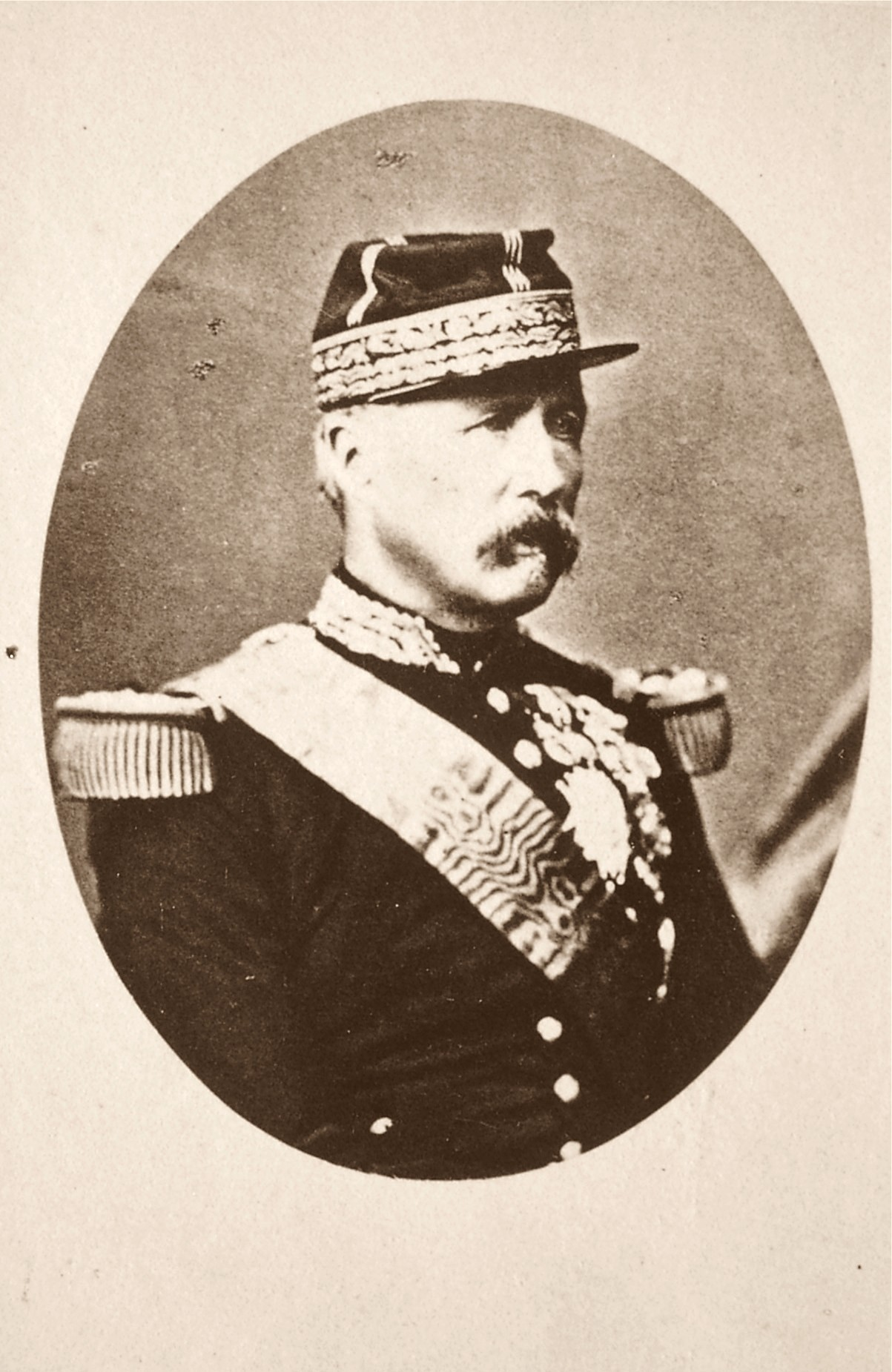
Il general Mac Mahon in tenuta militare nella campagna del 1859

1. Marie Edme Patrice Maurice, conte di Mac Mahon, I duca di Magenta (5 giugno 1859)
2. Marie Armand Patrice de Mac Mahon (1855-1927), figlio del precedente, II duca di Magenta (1893), VI marchese d'Éguilly (1894)
3. Maurice Jean Marie de Mac Mahon (1903-1954), figlio del precedente, III duca di Magenta, VII marchese d'Éguilly
4. Philippe Maurice Marie de Mac Mahon (1938-2002), figlio del precedente, IV duca di Magenta, VIII marchese d'Éguilly
5. Maurice Marie Patrick Bacchus Humphrey de Mac Mahon (n. 1992), figlio del precedente, V duca di Magenta, IX marchese d'Éguilly